# 约翰·内波穆克·克里格
约翰·内波穆克·克里格(德語：Johann Nepomuk Krieger, 1865年2月4日—1902年2月10日)是一位德国绘图员暨月面学家，月球上的克里格陨石坑就是以他名字命名的。

## 生平
1865年2月4日，他生于巴伐利亚王国的维森巴赫(Unterwiesenbach)，是一位酿酒师的儿子，从小就喜爱天文学，但受教育时间不长，15岁时就缀学。后来获得了一笔遗产，他用这笔钱在慕尼黑郊区建立了一座天文台。在科隆天文台台长赫尔曼·克莱因(Hermann Klein)的启发下，开始了一生对月球的研究和观察。

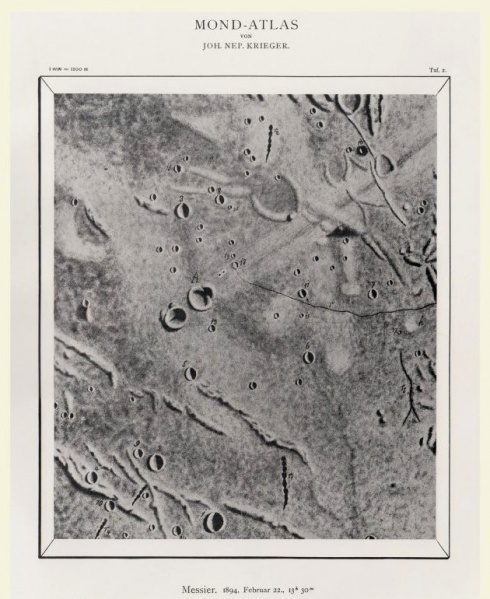
《月面舆图》(梅西耶陨石坑的周边)

克里格决定制作一幅精确的月图，为此，他收集了一系列利克天文台和巴黎天文台拍摄的低分辨率月表底片，它将这些照片放大，并用它们为接下来的月图绘制提供确切的位置。他的月图使用炭笔、石墨铅笔和墨水笔制成，其精致和细节程度被认为优于以前所有的月球地图，并被继续视作一件艺术品。 
克里格生前出版了28幅的第1卷《月面舆图》(Mond Atlas)，然而，可能每晚在望远镜前的辛苦劳作，他的健康状况受到损害，1902年2月10日在意大利圣雷莫去世。大约10年后，他所剩下的图纸和草图是由奥地利月面学家鲁道夫·柯尼希作为第二卷整理出版。
克里格用他妻子皮娅(Pia)的名字，命名了位于意大利的里雅斯特的皮尤天文台(Piu Observatory)；小行星614皮娅被认为是该天文台命名的，因此，也被认作是以她的名字所命名。